# Aleksander Brückner

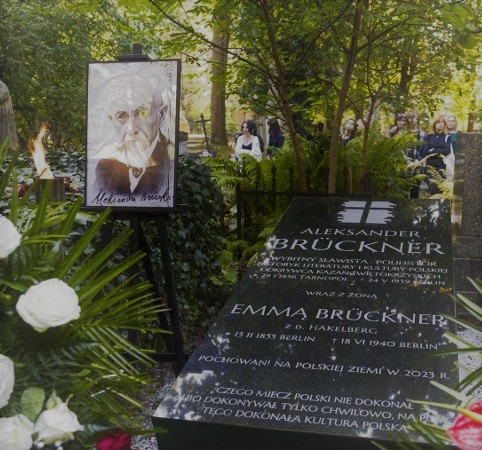
Grób Aleksandra Brücknera na Cmentarzu Rakowickim w Krakowie (aleja zasłużonych)

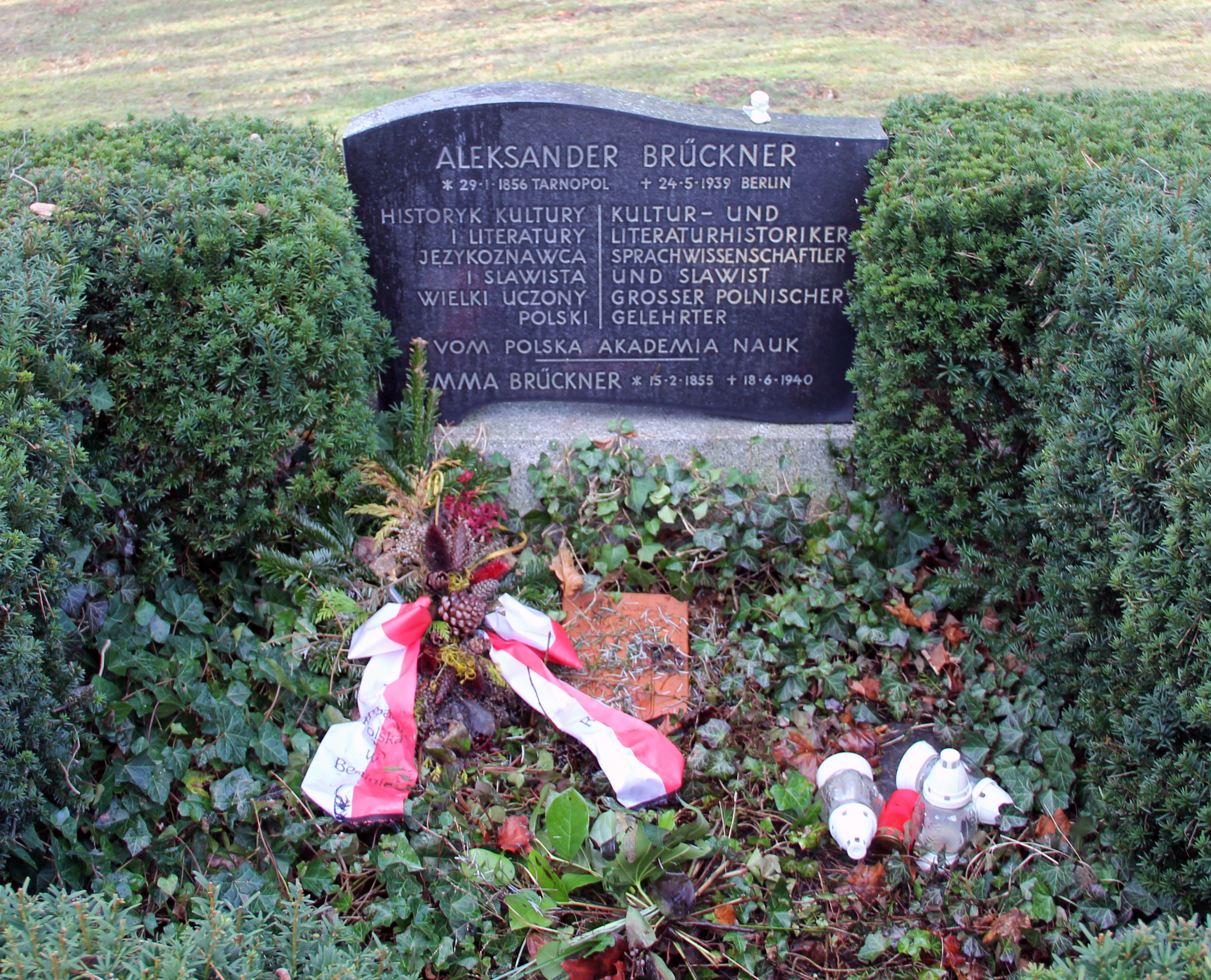
Poprzedni grób A.Brücknera na cmentarzu Tempelhofer Parkfriedhof

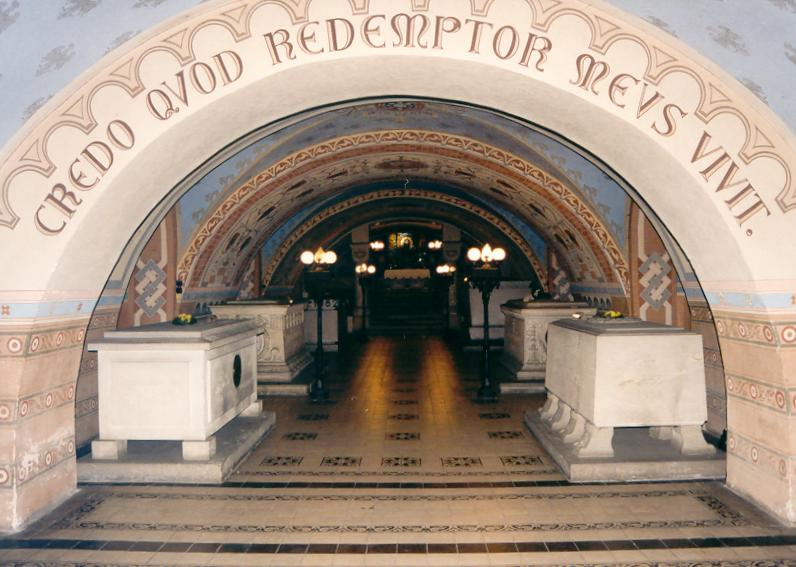
Krypta Zasłużonych na Skałce

Aleksander Brückner (ur. 29 stycznia 1856 w Tarnopolu, zm. 24 maja 1939 w Berlinie) – polski slawista, historyk literatury i kultury polskiej.

## Życiorys
Urodził się w spolszczonej i od trzech pokoleń osiadłej w Brzeżanach, a wcześniej w Stryju, rodzinie urzędnika skarbowego – Aleksandra Mariana Brücknera. Studiował we Lwowie, a staże naukowe odbył w Lipsku, Berlinie i Wiedniu u znakomitych slawistów: Leskiena, Jagicia, Miklošiča. Doktoryzował się w 1876, a habilitację uzyskał na uniwersytecie w Wiedniu w 1878 na podstawie pracy Die slavischen Aussiedlungen in der Altmark und im Magdeburgischen. Był docentem Uniwersytetu Lwowskiego. W 1881 powołano Brücknera na katedrę slawistyki w Berlinie jako następcę profesora Jagicia, gdzie wykładał aż do przejścia na emeryturę w 1924 roku.
W 1933 otrzymał od społeczeństwa polskiego złoty medal zasługi. Był członkiem Akademii Umiejętności, Rosyjskiej Akademii Nauk w Petersburgu i Towarzystwa Naukowego we Lwowie. W 1929 Uniwersytet Warszawski przyznał mu tytuł doktora honoris causa.
Zmarł 24 maja 1939 w Berlinie. Został pochowany 30 maja 1939 na berlińskim cmentarzu Tempelhofer Parkfriedhof, który znajduje się w stanie likwidacji (zostanie całkowicie zamknięty w roku 2027).
Z inicjatywy prof. Tadeusza Ulewicza umieszczono w Krypcie Zasłużonych Na Skałce tablicę upamiętniającą tego historyka literatury i językoznawcę.
Już w 2013 r. o uratowanie grobu Brücknera na berlińskim cmentarzu Tempelhofer apelowali Ewa Maria Slaska i Dawid Jung. 29 września 2023 r. odbył się ponowny pogrzeb Brücknera. Z inicjatywy premiera Mateusza Morawieckiego oraz dzięki Fundacji Polsko-Niemieckie Pojednanie prochy profesora i jego małżonki Emmy zostały sprowadzone do Polski, a następnie złożone w nowym grobie na Cmentarzu Rakowickim w Krakowie przy Alei Głównej (kwatera PAS 9, rząd: płn, miejsce: po prawej Sipplów).

## Działalność naukowa
Naukowy dorobek Aleksandra Brücknera imponuje swoją objętością i różnorodnością. Oprócz ważnych prac z zakresu literaturoznawstwa słowiańskiego i językoznawstwa obejmuje wiele podstawowych dzieł poświęconych historii kultury polskiej, historii reformacji, etnografii i archeologii.
Opublikował i opracował ogromny materiał rękopiśmienny. W 1889/1890 Brückner odnalazł w Bibliotece Petersburskiej Kazania świętokrzyskie, które opracował i opublikował. Oprócz tego Brückner pod koniec XIX wieku opracował spuściznę literacką po barokowym poecie Wacławie Potockim. Jest autorem używanego do dziś słownika etymologicznego języka polskiego.
Był purystą językowym. Wskazując na to, że język jest symbolem narodu i gwarantem tożsamości narodowej, Brückner zwalczał występujące w języku polskim zapożyczenia, szczególnie germanizmy. Przestrzegał przed kalkowaniem niemieckich wyrazów, jak: listonosz od Briefträger, gdyż są to „Niemcy w polskiej szacie”.

## Publikacje
- Kazania średniowieczne (1892)[16]
- Średniowieczna poezja łacińska w Polsce (1892–1894)[16]
- Początku teatru i dramat średniowieczny (1894)[16]
- Geschichte der polnischen Literatur (1901)[17]
- Apokryfy średniowieczne (1902)[16]
- Ezopy polskie (1902)[16]
- Psałterze polskie do połowy XVI wieku (1902)[16]
- Literatura religijna w Polsce średniowiecznej (1902–1904)[16]
- Dzieje literatury polskiej w zarysie (t. 1 i 2, 1903)[18][17]
- Starożytna Litwa. Ludy i bogi. Szkice historyczne i mitologiczne (1904; wznowienie: 1985)
- Historia literatury rosyjskiej (1905)
- Różnowiercy polscy (1905)[17]
- Mikołaj Rej. Studium krytyczne (1905)[17]
- Dzieje języka polskiego (1906)
- Zasady etymologii słowiańskiej (1917)
- Mitologia słowiańska (1918; wznowienie: 1980; wznowienie 2022, wydawnictwo Replika)
- Mitologia polska (1924; wznowienie: 1980; wznowienie: 2022, wydawnictwo Replika; wzowienie: 2025, wydawnictwo Vis-a-Vis Etiuda)
- Słownik etymologiczny języka polskiego (1926–1927)
- Dzieje kultury polskiej (t. 1–4, 1930–1932; 1991)
- Encyklopedia staropolska (t.1–2, 1937–1939; reprint: 1990); wybór ilustracji Karol Estreicher jr.

## Ordery i odznaczenia
- Krzyż Komandorski z Gwiazdą Orderu Odrodzenia Polski (27 listopada 1929)[19]
- Złoty Wawrzyn Akademicki (5 listopada 1935)[20]

## Nagrody
- Nagroda Miasta Łodzi (1929) – nagroda literacka za działalność na polu krytyki literackiej[21]
- Nagroda im. Erazma i Anny Jerzmanowskich (1938) – ówczesna polska nagroda Nobla[22]